# تشارلز وايت (كاتب)
تشارلز وايت (بالإنجليزية: Charles White)‏ هو صحفي وكاتب أسترالي، ولد في 1845، وتوفي في 1922.